# Matchbox (software)
Matchbox es un gestor de ventanas software libre para el servidor X.Org. Está pensado para su uso en dispositivos embebidos y difiere de la mayoría de los gestores de ventanas en que sólo muestra una ventana cada vez. Se usa en la Nokia 770 y en la Nokia N800, en el teléfono inteligente Neo1973 basado en OpenMoko.
También se usó inicialmente en el portátil XO-1 del proyecto "One Laptop Per Child" (un portátil para cada niño), aunque luego fue reemplazado por Metacity.